# Petit ARN nucléolaire
Les petits ARN nucléolaires (snoRNA en anglais) sont des ARN présents dans le nucléole des cellules eucaryotes, et qui aident à la maturation des ARNr. 
On distingue deux types de snoRNA : 
- le type C/D, responsable de la 2-O-méthylation. Il contient 2 boîtes bien conservées (C et D) et, pour la plupart, 2 autres moins conservées ( C' et D'), et fixe par complémentarité un ARNr en 5' des boites D et D' puis permet la méthylation du carbone 2' du ribose. La méthylation est réalisée par une protéine associée à l'ARN, la fibrillarine.
- le type H/ACA, responsable de la pseudouridylation. Ils prennent une forme de double épingle à cheveux, avec une zone non appariée en hélice dans chaque épingle. Cette zone de non-appariement, nommée poche de pseudouridylation, se lie par complémentarité à un ARNr cible, en laissant 2 nucléotides non appariés, dont une uridine qui sera isomérisée en pseudouridine. La pseudouridylation est réalisée par une protéine associée à l'ARN, la dyskérine.